# Incala usambarica
Incala usambarica är en skalbaggsart som beskrevs av Ernst Gustav Kraatz 1899. Incala usambarica ingår i släktet Incala och familjen Cetoniidae. Inga underarter finns listade i Catalogue of Life.